# Pachira calophylla
Pachira calophylla là một loài thực vật có hoa trong họ Cẩm quỳ (Malvaceae). Loài này được Karl Moritz Schumann mô tả khoa học đầu tiên năm 1886 dưới danh pháp Bombax calophyllum. Năm 1998 José Luis Fernández Alonso chuyển nó sang chi Pachira